# Ujelang

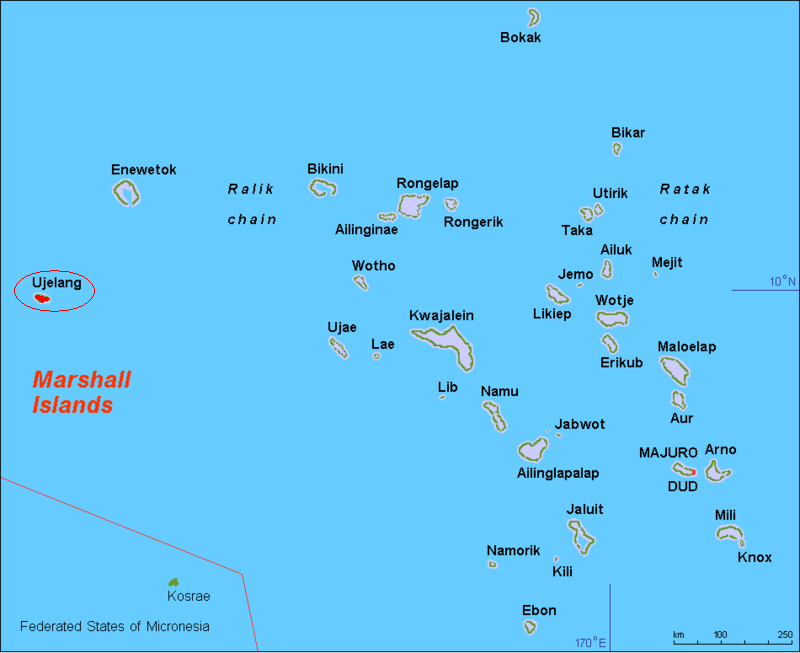
Marshallöarna, Ujelang till vänster

Ujelang (Marshallesiska Ujla) är en obebodd atoll bland Raliköarna i norra Stilla havet och tillhör Marshallöarna.

## Geografi
Ujelang ligger ca 1.150 km nordväst om huvudön Majuro.
Atollen är en korallatoll och har en total areal om ca 67,6 km² med en landmassa på ca 1,73 km² och en lagun på ca 65,96 km² . Atollen är den västligaste bland Marshallöarna och består av ca 30 öar och den högsta höjden är på endast 10 m ö.h. . 
De större öarna är:
| Namn     | Även känd som | Yta (km²) | Koordinater                                 |
| -------- | ------------- | --------- | ------------------------------------------- |
| Bieto    | Pyoto, Burle  |           | 9°47′08″N 160°55′54″Ö / 9.7855°N 160.9316°Ö |
| Daisu    | Raij, Raej    | 0.15      | 9°48′15″N 160°57′56″Ö / 9.8042°N 160.9655°Ö |
| Eimnlapp | Enellap       | 0.14      | 9°49′27″N 160°51′19″Ö / 9.8243°N 160.8552°Ö |
| Kalo     |               | 0.16      | 9°50′41″N 160°48′00″Ö / 9.8446°N 160.7999°Ö |
| Pokon    | Bokan         |           | 9°50′19″N 160°54′40″Ö / 9.8386°N 160.9112°Ö |
| Ujelang  |               | 1.69      | 9°46′07″N 160°59′09″Ö / 9.7685°N 160.9858°Ö |

Förvaltningsmässigt utgör den obebodda atollen en egen "municipality" (kommun).

## Historia
Raliköarna har troligen bebotts av mikronesier sedan cirka 1000 f.Kr. och några öar upptäcktes redan 1526 av spanske kaptenen Alonso de Salazar.
Ujelang upptäcktes den 21 september 1529 av spanske kaptenen Álvaro de Saavedra och besöktes möjligen 1542 av  Ruy Lopez de Villalobos och den 15 januari 1565 av spanske conquistadoren Don Miguel López de Legazpi . Öarna hamnade senare under spansk överhöghet.
Neuguinea-Compagnie, ett tyskt handelsbolag, etablerade sig på Raliköarna kring 1859 och den 22 oktober 1885 köpte Kejsardömet Tyskland hela Marshallöarna av Spanien. Bolaget förvaltade öarna fram till den 13 september 1886 då området först blev ett tyskt protektorat och 1906 blev del i Tyska Nya Guinea.
Under första världskriget ockuperades området i oktober 1914 av Japan som i december 1920 även erhöll ett förvaltningsmandat - det Japanska Stillahavsmandatet - över området av Nationernas förbund efter Versaillesfreden 1919.
Under andra världskriget användes ögruppen som militärbas av Japan tills USA erövrade området våren 1944. Därefter hamnade ögruppen under amerikansk överhöghet. 1947 utsågs Marshallöarna tillsammans med hela Karolinerna till "Trust Territory of the Pacific Islands" av Förenta nationerna och förvaltades av USA fram till landets autonomi 1979.
I december 1947 evakuerades hela befolkningen från Enewetakatollen till Ujelang efter de kärnvapenprov som utfördes på Bikiniatollen. Först 1980 kunde dessa återvända till Enewetak.
Några invånare återvände senare från Enewetak på grund av de stränga levnadsförhållanden där, men från 1989 är Ujelang helt obebodd.